# XXI Torneo Internacional de España de balonmano femenino
El Torneo Internacional de España de balonmano femenino de 2017 fue la 21.ª edición del Torneo Internacional de España de balonmano femenino. Tuvo lugar del 24 de noviembre de 2017 al 26 de noviembre de 2017 y se disputó en la ciudad autónoma de Melilla.
El torneo se disputó en la antesala del Campeonato Mundial de Balonmano Femenino de 2017 y contó con la presencia de la selección femenina de balonmano de Ucrania, la selección femenina de balonmano de Japón y la selección femenina de balonmano de Argentina, además de la selección española.

## Presentación
El torneo se presentó el 8 de noviembre de 2017 en la ciudad autónoma de Melilla, donde se confirmó que las participantes del torneo iban a ser la selección femenina de balonmano de Ucrania, la selección femenina de balonmano de Japón y la selección femenina de balonmano de Argentina, además de la selección española.
Fue presentado por Francisco Blázquez, presidente de la Real Federación Española de Balonmano y por Samira Mizzian.

## Selecciones participantes
- Selección femenina de balonmano de España
- Selección femenina de balonmano de Japón
- Selección femenina de balonmano de Ucrania
- Selección femenina de balonmano de Argentina

## Encuentros

### 24 de noviembre
- Japón 24-25  Ucrania
- España 28-19  Argentina

### 25 de noviembre
- Ucrania 31-25  Argentina
- España 26-22  Japón

### 26 de noviembre
- España 33-14  Ucrania[2]
- Argentina 26-21  Japón